# Nikolaj (Ašimov)
Nikolaj (světským jménem: Děnis Jurjevič Ašimov; * 3. prosince 1980, Millerovo) je duchovní ruské pravoslavné církve a biskup amurský a čegdomynský.

## Život
Narodil se 3. prosince 1980 ve městě Millerovo v Rostovské oblasti.
Roku 1998 nastoupil do Moskevského duchovního semináře, který dokončil roku 2003. Poté v srpnu 2003 nastoupil na Moskevskou duchovní akademii.
Od 2. září 2002 do 31. srpna 2004 byl učitelem duchovní kultury na střední škole č. 262 v Moskvě.
Dne 20. června 2004 bylo schváleno jeho téma kandidátské disertační práce Antifonář svatého Řehoře Dvojeslova a bohoslužebné praktiky v 6.-7. století.
V listopadu 2004 byl poslán do južno-sachalinské a kurilské eparchie, kde byl ustanoven zástupcem vedoucího eparchiálního odboru pro styk s ozbrojenými silami a orgány ochranců práva. Pracoval ve vojenských oddílech, učil základy pravoslaví, pečoval o vězně a zpíval na klirosu.
Dne 24. dubna 2005 byl biskupem južnosachalinským a kurilským Daniilem (Dorovskichem) postřižen na monacha s mnišským jménem Nikolaj, na počest svatého Nikolaje, arcibiskupa japonského.
Dne 25. dubna 2005 byl biskupem Daniilem rukopoložen na jerodiákona a 28. dubna na jeromonacha.
Od května do listopadu 2005 byl představeným farnosti Nanebevstoupení Páně ve městě Korsakov v Sachalinské oblasti.
Pořádal kurzy katechismu pro dospělé, připravoval a vydával farní noviny. Byl plukovním knězem místní kozácké organizace a staral se o vojenské jednotky města Korsakov.
Dne 9. června 2006 externě dokončil Moskevskou duchovní akademii.
Dne 1. října 2006 se stal asistentem prorektora pro pedagogickou činnost Moskevské duchovní akademie. V září 2010 se stal asistentem rektora akademie pro ekonomické otázky.
Dne 27. prosince 2011 byl rozhodnutím Svatého synodu ustanoven biskupem amurským a čegdomynským.
Dne 29. listopadu 2011 byl v chrámu Vladimírské ikony Matky Boží v Patriarchální rezidenci v Čistom pěreulke v Moskvě metropolitou saranským a mordvinským Varsonofijem (Sudakovem) povýšen na archimandritu.
Dne 31. prosince 2011 byl v trůním sále soboru Krista Spasitele jmenován biskupem amurským a čegdomynským. Jmenování oznámil patriarcha moskevský a celé Rusi Kirill, biskup brjanský a sevský Alexandr (Agrikov), biskup solněčnogorský Sergij (Čašin), biskup podolský Tichon (Zajcev) a biskup voskresenský Savva (Michejev).
Dne 29. ledna 2012 byl v chrámu Životodárné Trojice ve Starých Čerjomuškách v Moskvě chirotonizován na biskupa. Světiteli byli patriarcha moskevský Kirill, metropolita saranský a mordvinský Varsonofij (Sudakov), metropolita chabarovský a priamurský Ignatij (Pologrudov), biskup krasnogorský Irinarch (Grezin), biskup solněčnogorský Sergij (Čašin), biskup nikolajevský Aristarch (Jacurin) a biskup bikinský Jefrem (Prosjanok).
Od 11. do 25. června 2012 absolvoval na Institutu postgraduálních studií svatých Cyrila a Metoděje kurzy pro nové biskupy.
Dne 14. února 2016 mu byla saranskou eparchií udělena medaile k 25. výročí saranské a mordvinské eparchie.